# Депуатр, Лоран
Лора́н Депуа́тр (фр. Laurent Depoitre; род. 7 декабря 1988 года в Турне, Бельгия) — бельгийский футболист, нападающий. Выступал за сборную Бельгии.

## Клубная карьера

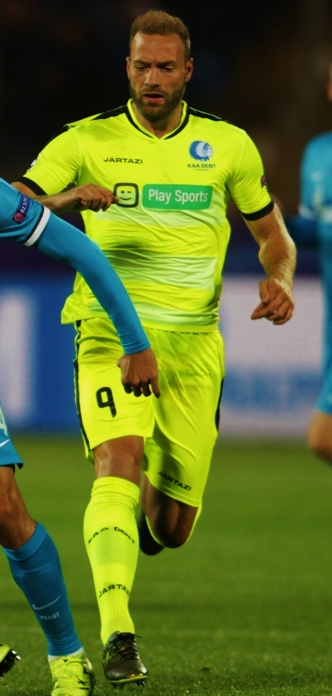
Депуатр в составе «Гента»

Депуатр — воспитанник клуба «Турне» из своего родного города. В 2005 году он начал профессиональную карьеру, на заре которой выступал за команды низших дивизионов «Перювельз» и «Эндрахт Алст». Летом 2012 года Лоран перешёл в «Остенде». 22 августа в матче против «Сент-Трюйдена» он дебютировал за новую команду. 28 октября в поединке против «Уайт Стар Брюссель» Депуатр забил свой первый гол за «Остенде». По итогам сезона он помог команде выйти в элиту. 27 июля 2013 года в матче против «Генка» Лоран дебютировал в Жюпиле лиге. 15 сентября в поединке против «Стандарда» он забил свой первый гол за клуб в элите.
Летом 2014 года Депуатр перешёл в «Гент». 26 июля в матче против «Серкль Брюгге» он дебютировал за новую команду, заменив во втором тайме Давида Полле. 3 августа в поединке против «Мехелена» Лоран сделал «дубль», забив свои первые голы за «Гент» .  В 2015 году он помог команде впервые в истории выиграть чемпионат. 16 июля в матче за Суперкубок Бельгии против «Брюгге» Депуатр забил единственный гол. 9 декабря в матче Лиги чемпионов против петербургского «Зенита» Лоран забил гол.
Летом 2016 года Депуатр перешёл в португальский «Порту», подписав четырёхлетний контракт. Сумма трансфера составила 6 млн. евро. 12 августа в матче против «Риу Аве» он дебютировал в Сангриш лиге, заменив во втором тайме Андре Силву. В поединке против «Шавеша» Лоран забил свой первый гол за «Порту». Летом 2017 года в поисках игровой практики Депуатр перешёл в английский «Хаддерсфилд Таун». Сумма трансфера составила 6 млн. евро. В матче против «Вест Хэм Юнайтед» он дебютировал в английской Премьер-лиге. 16 сентября в поединке против «Лестер Сити» Лоран забил свой первый гол за «Хаддерсфилд Таун».

## Международная карьера
10 октября 2015 года в матче отборочного турнира Чемпионата Европы 2016 против сборной Андорры Депуатр дебютировал за сборную Бельгии. В этом же поединке он забил свой первый гол за национальную команду. Этот матч остался единственным для Депуатра за сборную.

### Голы за сборную Бельгии
| # | Дата            | Место                                           | Противник | Счёт | Результат | Соревнование                       |
| - | --------------- | ----------------------------------------------- | --------- | ---- | --------- | ---------------------------------- |
| 1 | 10 октября 2015 | Национальный стадион, Андорра-ла-Велья, Андорра | Андорра   | 1:4  | 1:4       | Чемпионат Европы 2016 квалификация |

## Достижения
Командные
 «Гент»
- Чемпионат Бельгии по футболу — 2014/2015
- Обладатель Суперкубка Бельгии — 2015